# Famille von Seckendorff
 (août 2024).
La famille von Seckendorff (ou Seckendorf) est une famille de la noblesse immémoriale allemande, originaire de Franconie.

## Historique
La famille tient son nom du village de Seckendorf, près de Cadolzburg en Franconie. Elle a été référencée pour la première fois par écrit avec Heinrich von Seckendorff, le 1er mai 1254, puis avec les frères Arnold, Burkhard et Ludwig von Seckendorff en 1259. Un Seckendorff est nommé par les burgraves de Nuremberg bailli du château de Hohenberg (de).

Elle se divise en plusieurs lignées qui obtiennent des titres de noblesse à différentes époques :
- Branche Aberdar : elle obtient le titre de baron du Saint-Empire à Vienne, le 5 septembre 1706, pour le capitaine de cavalerie Christoph Sigmund von Seckendorff, seigneur des domaines de Sugenheim, Obernzenn… Elle obtient le titre de comte du royaume de Wurtemberg, le 6 novembre 1810, pour le ministre d'État et chambellan, le baron Christoph von Seckendorff.
- Branche Gudent : elle obtient le titre de comte du Saint-Empire à Vienne, le 2 avril 1719, pour le maréchal de camp Friedrich Heinrich von Seckendorff (1673-1763) ; et le titre de comte du royaume de Prusse, le 17 janvier 1816 à Berlin, pour le baron Adolf von Seckendorff, conseiller secret du royaume de Saxe, ainsi que la reconnaissance en 1912 du titre de baron prussien pour les descendants du baron Gerald von Seckendorff, colonel de l'armée du duché de Brunswick.
- Branche Rinhofen : reconnaissance en 1912 du titre de baron prussien pour les descendants du baron Carl von Seckendorff (mort en 1840).

## Armes

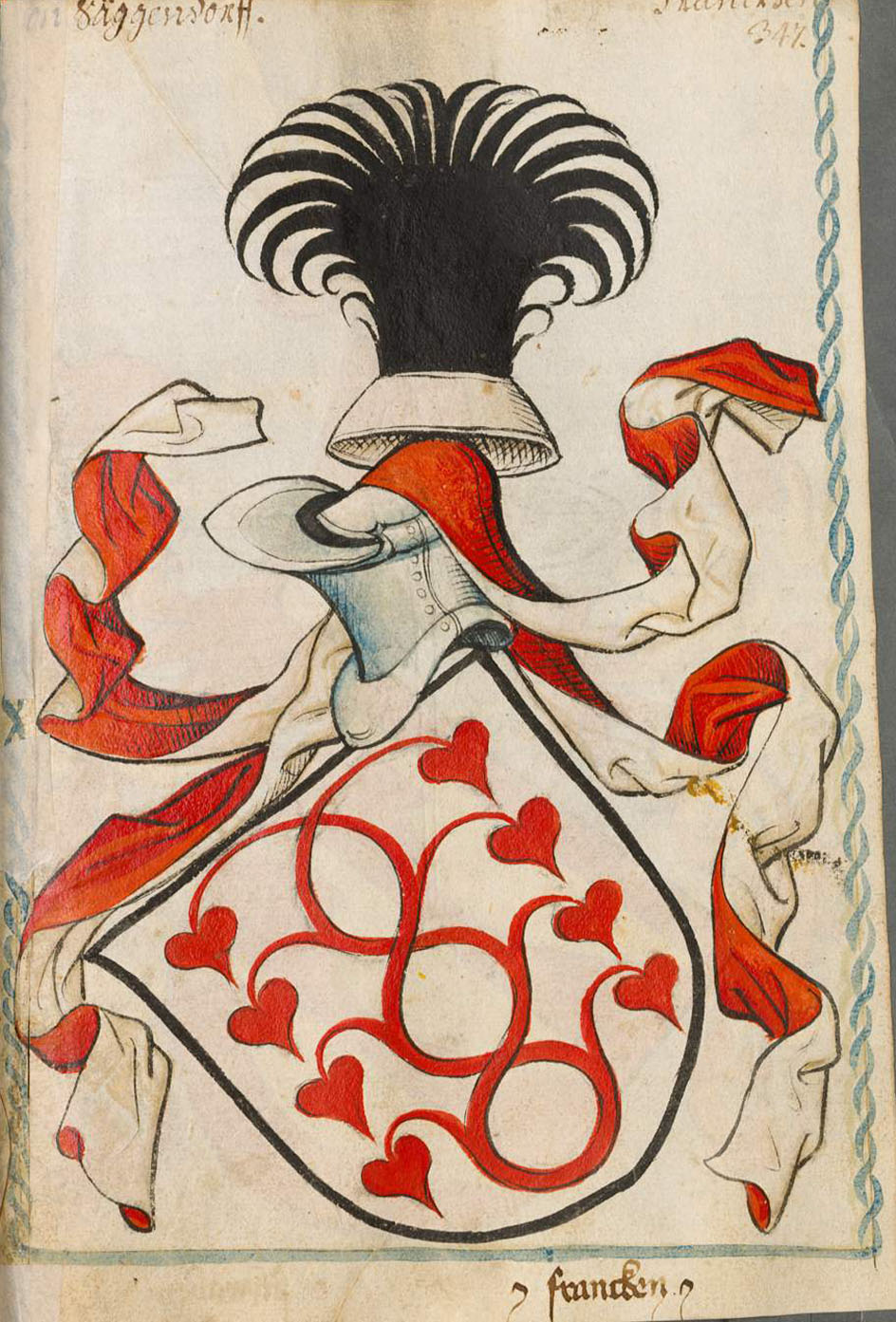
Blason des Seckendorff

## Personnalités

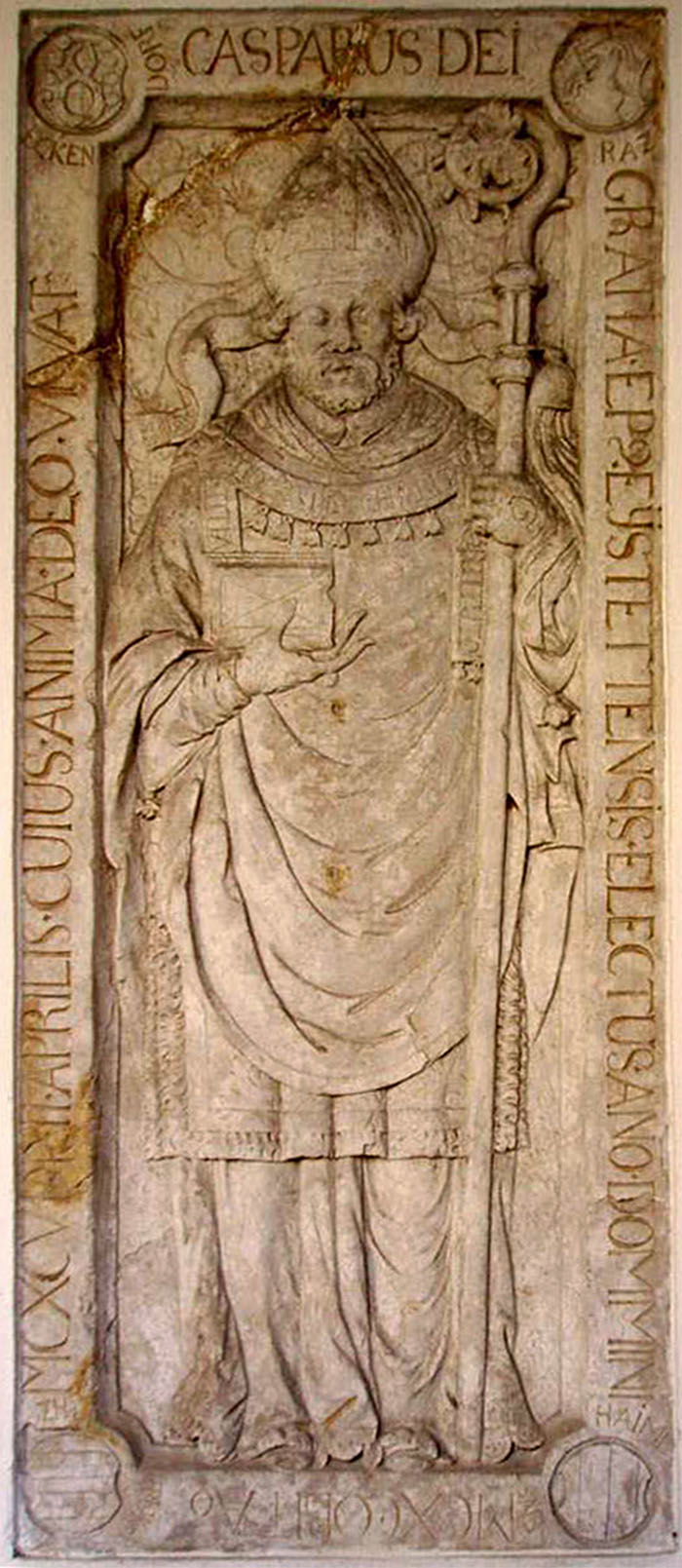
Pierre tombale de Kaspar von Seckendorff à la cathédrale d'Eichstätt

- Balthasar von Seckendorff, 1556 conseiller de l'abbaye de Bamberg
- Kaspar von Seckendorff (mort en 1595), prince-évêque d'Eichstätt
- Veit Ludwig von Seckendorff (1626-1692)
- Friedrich Heinrich von Seckendorff (1673-1763), maréchal d'Empire
- Karl Siegmund von Seckendorff (de) (1744-1785), poète
- Johann Karl Christoph von Seckendorff (de) (1747-1814), ministre
- Albrecht von Seckendorff (de) (1748-1834), ministre
- Christian Adolf von Seckendorff (de) (1767-1833), poète
- Friedrich Bernhard von Seckendorff (de) (1772-1852)
- Franz Karl Leopold von Seckendorf-Aberdar (de) (1775-1809), poète
- Gustav Anton von Seckendorff (de) (1775-1823), poète et écrivain
- Theodor Franz Christian von Seckendorff (de) (1801-1858), diplomate prussien
- Adolf von Seckendorff (de) (1801-1866), général prussien
- August Heinrich von Seckendorff (de) (1807-1885)
- Ferdinand von Seckendorff (de) (1808-1872), général prussien
- Rudolf von Seckendorff (de) (1844-1932), juriste
- Arthur von Seckendorff-Gudent (de) (1845-1886)
- Erwin von Seckendorff-Gudent (de) (1848-1923), homme politique
- Gustav von Seckendorff (1808-1872), général prussien
- Albert von Seckendorff (1849-1921), diplomate allemand
- Adolf von Seckendorff (de) (1857-1942), général d'infanterie
- Götz von Seckendorff (de) (1889-1914), peintre et sculpteur
- Erich von Seckendorff (1897-1944), général

## Possessions

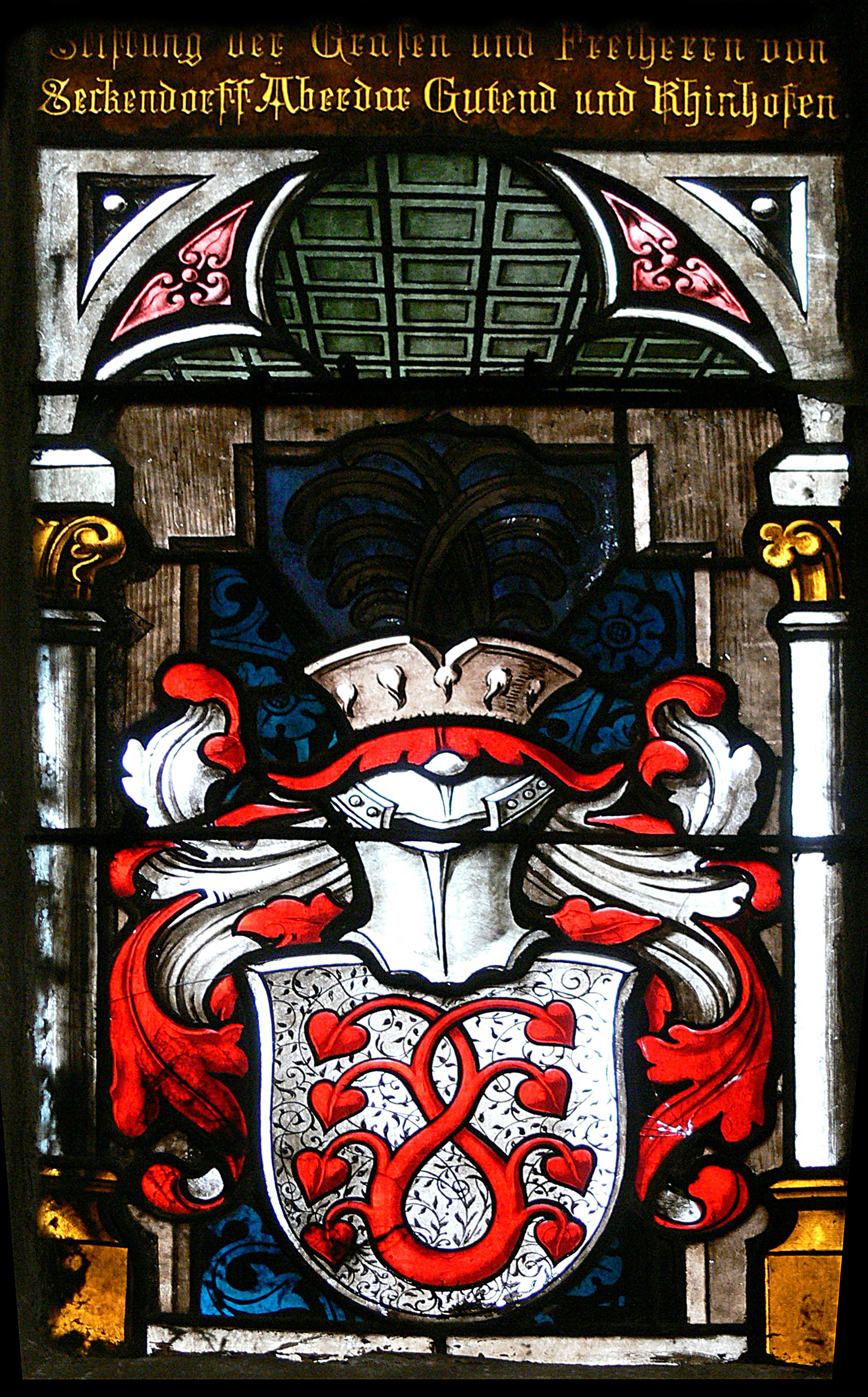
Vitrail de l'église de Langenfeld (Bavière) avec les armes des Seckendorff

- 1317-1782 : château et villages de Langenfeld et d'Ullstadt
- 1347-1375 : domaine d'Oberndorf, près de Möhrendorf
- 1369-1518 : Neuendettelsau
- 1395-1500 : domaine d'Obersteinbach près de Neustadt
- 1422-1447 : château de Kornburg
- 1444-1453 : château de Reichenek (de) près de Happurg
- 1465-1722 : Lehen Buch près de Weisendorf
- 1677-1945 : domaine et château de Meuselwitz
- 1840–1945 : château de Broock (de)